# Enric el Gentil
Enric el Gentil o el Cortès, conegut també com a Enric d'Àustria o d'Habsburg (15 de maig de 1299 - 3 de febrer de 1327) fou un dels fills del rei Albert I d'Alemanya i d'Elisabet de Gorízia-Tirol.
El 1305, Enric es va prometre a la seva neboda política, Isabel d'Hongria, el compromís probablement havia estat preparat per Agnès, reina vídua d'Hongria, qui va mostrar un gran afecte per Enric. No obstant això, el matrimoni mai va tenir lloc. En 1314, el duc Enric es va casar amb la comtessa Isabel de Virneburg. El matrimoni no va tenir fills.
Enric va ajudar el seu germà, Frederic I el Bell, en la seva lluita pel tron alemany. Després de la batalla de Mühldorf el 28 de setembre de 1322, Enric, el rei Frederic i 1.300 nobles austríacs altres van ser fets presoners. Enric va passar uns quants anys a la Biirglitz, un castell de Bohèmia, abans de ser alliberat per un rescat de 3.000 ducats i la cessió dels seus drets a Kastell, Znojmo, Laa i Weitra. Esgotat per les dures condicions de reclusió, Enric va morir a l'edat de 28 anys. La seva vídua el va enterrar a l'Abadia de Königsfelden, juntament amb diversos membres de la seva família propera.